# 工藤卓爾

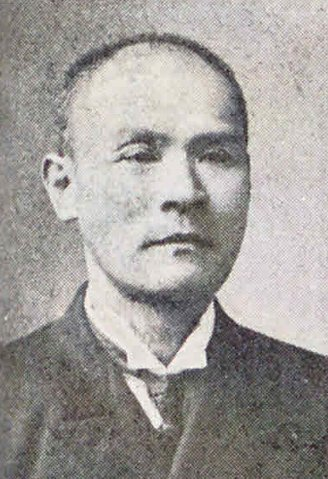
工藤卓爾

工藤 卓爾（くどう たくじ、万延元年3月25日（1860年4月15日） - 大正14年（1925年）7月19日）は、青森市初代市長。港湾、水道、中央停車場（現：青森駅）など青森市の振興に取り組んだ政治家として知られる。衆議院選挙には2度当選。政財界の巨頭でもあった。合浦公園には彼を偲んで「工藤卓爾君彰徳碑」が建てられている。孫には第26～29代青森市長の工藤正がいる。

## 来歴
- 1860年（万延元年） - 弘前藩士中田新の二男として生まれる。
- 1870年（明治3年） - 工藤家の養子となる。
- 1871年（明治4年） - 大野村（現在の青森市大野）に移住。
- 1875年（明治8年）7月 - 青森小学校（現在の青森市立長島小学校）教員試補となる。
- 1883年（明治16年） - 青森師範学校（戦後弘前大学に編入）を卒業、青森小学校校長になるが、8か月で退職。
- 1884年（明治17年） - 県庁に勤務。のち陸奥新聞に主筆として待遇される。（小学校校長辞職後に上京し、明治法律学校（現在の明治大学）で学んでいる[3]。）
- 1886年（明治19年）2月 - 青森県会議員に当選。
- 1889年（明治22年）5月 - 町村法により町制施行。新生青森町で選挙が行われ青森町会議員に当選。なお、初代町長は柿崎忠兵衛である（それ以前は「町頭」と言い、青森開港当時の初代町頭は佐藤理右衛門）。
- 1890年（明治23年）7月1日 - 陸奥改進党から青森1区で出馬するが衆議院選挙落選。
- 1892年（明治25年）2月15日 - 再び選挙に臨み衆議院選挙に当選。
- 1894年（明治27年）3月1日 - 衆議院選挙で落選。
- 1896年（明治29年）9月 - 青森町長に就任。
- 1898年（明治31年）4月1日 - 市制施行。第1回市会議員選挙が実施され、7月4日初代市長に就任する。
- 1901年（明治34年）9月11日 - 青森第三中学校（現：青森県立青森高等学校）開校。
- 1902年（明治35年）4月19日 - 青森市長を辞任。この後は青森市会参事会員として青森港の特別輸出港（対露貿易港）としての開港に奔放する。
- 1906年（明治39年） - 青森港が限定貿易港に指定される。
- 1907年（明治40年） - 青森港が第2種重要港湾に指定される
- 1909年（明治42年） - 上水道開始。
- 1910年（明治43年）4月22日 - 青森市長に再任。
- 1917年（大正6年）1月13日 - 青森市長を辞任。4月、衆議院議員に2度目の当選。
- 1921年（大正10年）2月28日 - 青森市長に再任。
- 1924年（大正13年）11月4日 - 病気を理由に青森市長を辞任。
- 1925年（大正14年）7月20日 - 死去。

## 主な事跡
- 第一期（初代）

当時の青森の飲料水は非常に水質が悪く、それの対応として上水道の設備に取り掛かっていた。当時青森市では1886年にコレラ、1891年には腸チフスが大流行していた。だが、日露戦争の影響で着工が出来なくなり、1907年4月まで工事が開始されず、やっと完成したのは1909年の事であった。また、1901年には青森第三中学校（現：青森県立青森高等学校）を開校させている。
- 第二期（5代・6代）

1910年5月3日、青森市は火災により5千戸以上が焼失したが、この際彼は自ら東京の街頭に立ち義援金募集をし復興事業を引っ張っている。復興の都市計画でも、防火線の設置などさまざまな取り組みを行った。
- 第三期（8代）

市議会が混乱していた（前任の阿部政太郎は弘前高等学校（現：弘前大学）を作ることを認めてしまっていた）ため、まとめ役として就任したが、この頃には体力的にもかなり限界に来ていたようである。貿易港に指定された青森港の国営修築を目指して奔走しているが、最後は病気により辞任し、翌年に亡くなっている。今なお彼は人生を政治にかけた例として語り継がれている。